# Bob Franks

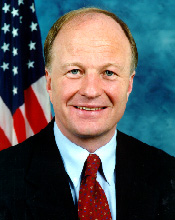
Bob Franks

Robert Douglas „Bob“ Franks (* 21. September 1951 in Glen Rock, New Jersey; † 9. April 2010 in New York City) war ein US-amerikanischer Politiker der Republikanischen Partei.

## Biografie
Nach dem Schulbesuch absolvierte Bob Franks zunächst ein grundständiges Studium (Undergraduate Study) an der DePauw University in Indiana. Ein anschließendes Postgraduiertenstudium der Rechtswissenschaften an der Southern Methodist University in Texas schloss er 1976 ab. Danach war er von 1976 bis 1978 als politischer Berater in New Jersey tätig.
Franks wurde später zu einem der führenden Politiker der Republikanischen Partei in New Jersey und für diese von 1978 bis 1992 Abgeordneter im Unterhaus des Staatsparlamentes, der New Jersey General Assembly. Während dieser Zeit galt er als Schützling von Thomas Kean, dem Gouverneur von New Jersey von 1982 bis 1990. Darüber hinaus war er sowohl Manager des Kongresswahlkampfs als auch von 1987 bis 1989 und von 1990 bis 1992 Vorsitzender der Republikanischen Partei des Bundesstaates.
1992 wurde er als Abgeordneter ins Repräsentantenhaus der Vereinigten Staaten gewählt. Dort vertrat er nach seinen Wiederwahlen 1994, 1996 und 1998 von 3. Januar 1993 bis zum 3. Januar 2001 den 7. Kongresswahlbezirk New Jerseys. Während seiner Mitgliedschaft im Kongress galt er als Konservativer in der Steuerpolitik und Liberaler in der Sozialpolitik, der in seiner Partei auch für eine Modifizierung der Abtreibungspolitik sowie eine Neugestaltung der Wahlkampffinanzierung eintrat. Franks war Mitglied des Verkehrsausschusses des Repräsentantenhauses.
Im Jahr 2000 kandidierte er für den Klasse-1-Sitz des Staates New Jersey im US-Senat, unterlag jedoch bei der Wahl knapp mit 47:50 Prozent der Wählerstimmen seinem Gegner von der Demokratischen Partei, Jon Corzine. Dennoch wurde er zu einem persönlichen Freund Corzines und war zeitweise für diesen als Berater tätig. Franks bewarb sich 2001 ohne Erfolg für die Nominierung der Republikanischen Partei für das Amt des Gouverneurs.
Im Anschluss wurde er Direktor des HealthCare Institute von New Jersey, einer Lobby für Pharmaunternehmen und Unternehmen der Medizintechnologie. Franks verstarb im April 2010 an den Folgen einer Krebserkrankung.